# Isognathus cacus
Isognathus cacus är en fjärilsart som beskrevs av Pieter Cramer 1775. Isognathus cacus ingår i släktet Isognathus och familjen svärmare. Inga underarter finns listade i Catalogue of Life.